# Telata
 (septembre 2011).
Si vous disposez d'ouvrages ou d'articles de référence ou si vous connaissez des sites web de qualité traitant du thème abordé ici, merci de compléter l'article en donnant les références utiles à sa vérifiabilité et en les liant à la section « Notes et références ».

Localités de la commune de Taher.

Telata, ou Tleta, est un village de la commune de Taher dans la wilaya de Jijel en Algérie, situé à environ deux kilomètres de la ville de Taher et à un kilomètre de la mer Méditerranée.

## Histoire
Ce village dit Telata des Ouled Mars (Ouled Mars ou Ouled Maghres est une branche de la tribu des Beni Amrane) existe depuis l'ère de la gouvernance ottomane de l'Algérie où un marché hebdomadaire s'y tenait chaque mardi. Une histoire ancienne dit que ce village sera construit trois fois et détruit trois fois. Notons qu'actuellement il vit sa troisième construction. Les anciens disent qu'un trésor est enfoui dans un site situé au sud du village actuel (trésor de Boufehtene).

## Géographie
Autrefois, le village de Telata comprenait plusieurs parties dont :
- Dar El Maaza : au nord de Ain Bardia, actuellement couverte par le maquis et quelques oliviers se trouvant dans les terrains des Bousdira.
- Dar Ameqriouene : à l'est de Ain Bardia ne subsistent actuellement que quelques eucalyptus et des figuiers se trouvant dans les terres des Bousdira.
- Dar Akchichene : actuellement une cité nouvelle s'y construit : la Cité Évolutif. Des habitations anciennes, il ne subsiste que le chemin de passage des troupeaux ; on dit qu'un trésor y est enfoui.
- Lahmimra : terre rouge avec plusieurs habitations.
- Ersa bou sebaa mia : Autrefois vide, actuellement des habitations y sont construites.
- Lebghader (les mares) : autrefois habité, abandonné pour une durée mais il semblerait qu'il y ait du changement.
- La Koudia : ancien fort du Caid Bousdira, actuellement en ruines.
- El Kharrouba (le caroubier) : cet arbre n'y est plus.
- Dar beni Soum : près de l'école primaire.
- Errihana (la myrte): près de Beni Soum.
- Etamra (le palmier) : les Boumzer.
- Erremila : probablement habitée dans une période ancienne.

Il y a plusieurs sources d'eau au village :
- Ain ElBarda (Berdia) : eau de bonne qualité.
- Ain Ameqriouene : source avec bassin, en aval du cimetière.
- El Ward (les rosiers) : c'était une fontaine, il y a des habitations.
- Ain Soukker : autrefois une source, actuellement on y a creusé un puits.
- Bousafsaf : source d'eau cuivrée, actuellement tarie.
- Ain El Koudia : eau bonne et abondante.
- Seriefate : près de la retenue collinaire d'el ghedir (le marais malheureusement asséché).
- Laouina : à droite de la route menant du croisement de l'aéroport vers el achoet, eau peu abondante, on y a creusé un puits.